# Sherlock Holmes: Secret of the Silver Earring
Sherlock Holmes: The Case of the Silver Earring, Sherlock Holmes: Secret of the Silver Earring (с англ. — «Шерлок Холмс: Загадка серебряной серёжки») — детективный квест 2004 года, выпущенный украинской компанией Frogwares. Является второй игрой в серии «Приключения Шерлока Холмса» (после Sherlock Holmes: Mystery of the Mummy). Русская локализация была выпущена в том же году компанией «Новый Диск» (позже издавалась «1С»). Помимо основной версии, выпущенной на ПК, у игры также есть версия для мобильных телефонов (Java), а в 2011 она была переиздана на консоли Wii.

## История разработки
Игра была разработана Frogwares и стала третьей игрой украинский студии (после Mystery of the Mummy и Journey to the Center of the Earth). Сюжет представляет собой оригинальный сценарий, из героев книг Артура Конан Дойла, помимо Шерлока и Ватсона, в игре присутствуют инспектор Лестрейд, миссис Хадсон и Майкрофт Холмс.
В качестве музыкального оформления использованы классические  композиции Эдварда Грига, Антонина Дворжака, Роберта Шумана и Петра Чайковского, исполненная Украинским симфоническим оркестром.
В русской локализации Холмса озвучил Василий Ливанов, исполнивший роль Холмса в советской серии фильмов. Кроме того, в русском издании Холмс на обложке диска изображён в исполнении Холмса-Ливанова

## Игровой процесс
В отличие от первой игры серии, где используется вид от первого лица, в данной игре главных персонажей — Холмса и Ватсона — видно со стороны. Традиционно для жанра трёхмерны только персонажи, в то время как локации статичны. Присутствуют классические инвентарь и блокнот с записями бесед и удобной картой для перемещения, вызываемые клавишей «пробел».
Геймплей игры подразумевает перемещения по локациям, исследования улик, общение с персонажами. Для расследования у Холмса припасены и специальные предметы: лупа, рулетка и колба, на необходимость которых великий сыщик иногда намекает фразой «Мне что-то нужно…» (англ. «I need something...»).
Игра разделена на пять уровней. В конце каждого игроку предлагается пройти викторину по произошедшим событиям с помощью записей Холмса.

## Сюжет
Октябрь 1897 года. Шерлок Холмс и доктор Ватсон приглашены в Шеррингфорд-Холл (англ. Sherringford Hall). Хозяин поместья, Мелвин Бромсби (англ. Sir Melvyn Bromsby), хочет рассказать важную новость о своём строительном бизнесе гостям, но раздаётся роковой для него выстрел. Шерлок решает расследовать убийство до прибытия полицейских, и вместе с Ватсоном разгадывает странные загадки каждого из подозреваемых, включая молодую дочь погибшего.

## Рецензии и оценки
| Сводный рейтинг | Сводный рейтинг |
| Агрегатор       | Оценка          |
| --------------- | --------------- |
| GameRankings    | 70,23 %         |

«Игромания» назвала квест довольно скучным и состоящим из штампов о великом сыщике, но зато похвалила техническое исполнение проекта и присвоила рейтинг в 7,5 баллов из 10.
Сайт Absolute Games отметил довольно «завлекательный, но незамысловатый» сюжет и негативно отозвался о повторяющейся ошибке разработчиков — чересчур частом повторном посещении локаций. Правда, игра получила более лестные отзывы, чем её предшественница Mystery of the Mummy.